# أندرو إتش. وارد
أندرو إتش. وارد هو محامي وسياسي أمريكي، ولد في 3 يناير 1815 في كينثيانا في الولايات المتحدة، وتوفي بنفس المكان في 16 أبريل 1904. نشط حزبياً في حزب اليمين والحزب الديمقراطي. وقد انتخب عضو مجلس نواب كنتاكي ‏ وانتخب عضو مجلس النواب الأمريكي ‏.